# Twitter
X, prej in pogovorno še vedno znan kot Twitter [tvíter], je spletno družbeno omrežje in mikroblogna storitev, ki svojim uporabnikom omogoča, da med seboj izmenjujejo kratka sporočila, dolga do 280 znakov. Takšno sporočilo se imenuje tvit (izvorno tweet, »čivk«).
Ustanovitelj omrežja je bil Jack Dorsey. Z oblikovanjem Twittra je končal marca 2006, zagnal pa ga je julija istega leta. Podjetje si je pridobilo svetovni sloves, saj je leta 2012 doseglo že 500 milijonov dejavnih uporabnikov, ki dnevno ustvarijo preko 340 milijonov čivkov in 1,6 milijarde iskanj. Novembra 2021 je Jack Dorsey odstopil iz položaja izvršnega direktorja, na katerem ga je nadomestil glavni tehnološki direktor podjetja Parag Agrawal.
Sedež podjetja je bil v San Franciscu, dodatne strežnike in pisarne pa je imelo še v New Yorku, Bostonu in San Antoniu. 
27. oktobra 2022 je podjetje Twitter, Inc., za 44 milijard dolarjev kupil ameriški magnat Elon Musk in marca 2023 podjetje združil z novoustanovljenim podjetjem X Corp. Pri nakupu je sodelovalo večje število skritih sovlagateljev, med drugim tudi podjetji povezani s Putinovim ožjim krogom, raper Diddy in član savdske kraljeve družine. Pod Muskovim vodstvom je Twitter odblokiral več dotlej suspendiranih računov in suspendiral številne nove, zmanjšal število zaposlenih za okoli 80 %, ukinil skupino za moderiranje vsebine in uvedel več plačljivih funkcij. Julija 2023 sta Musk in nova izvršna direktorica Linda Yaccarino napovedala spremembo imena omrežja v »X« hkrati s preoblikovanjem poslovnega modela. Musk je trdil, da je cilj nakupa promocija svobode govora. Po nakupu je bila platforma kritizirana zaradi povečanja širjenja dezinformacij, lažnih novic in sovražnega govora.

## Cenzura
Trenutno (stanje 2022) dostop do Twitterja blokirajo vlade Irana, Kitajske, Mjanmarja, Rusije, Severne Koreje, Turkmenistana in Uzbekistana.
Nigerija je po odstranitvi tvita predsednika države o državljanski vojni med letoma 1968 in 1970 suspendirala omrežje v državi za nedoločen čas. Ob odstranitvi je dejal, da bodo »z ljudmi, ki se neprimerno vedejo, govorili v jeziku, ki ga razumejo.« Informacijski minister Nigerije je še pripomnil, da ima Twitter dvojna merila. Blokada je trajala od 5. junija 2021 do 13. januarja 2022, ko je Twitter pristal na vladne pogoje o upravljanju z nezakonito vsebino.